# Miquel Vilardell
Miquel Vilardell i Tarrés (Borredá, Barcelona, 20 de julio de 1946) es un médico español. Catedrático de Medicina Interna en la Universidad Autónoma de Barcelona (UAB), ha presidido las sociedades catalana y española de Medicina interna y el Colegio Oficial de Médicos de Barcelona. También ha coordinado el llamado informe Vilardell sobre la sostenibilidad del sistema sanitario catalán. En 2015 fue nombrado presidente del Consejo Asesor para la Sostenibilidad y el Progreso del Sistema Sanitario (CASOST) del Gobierno de la Generalidad. 

## Biografía
Hijo del médico Miquel Vilardell i Picas (1906-1986) y Maria Tarrés Moratonas, cursó el bachillerato en el internado de Santo Miquel de los Sants de Vic. En 1969 se licenció en medicina por la Universidad de Barcelona, donde se doctoró en 1979. En 1988 fue nombrado jefe del Servicio de Medicina Interna (reumatologia y geriatría) del Hospital Universitario Vall de Hebrón y en 1992 catedrático de Medicina interna de la Universidad Autónoma de Barcelona. De 1991 a 1997 fue vicedecano y de 1997 a 2001 decano de la Facultad de Medicina de la UAB.
Desde 2000 es honorary fellow de la Academia Americana de Medicina; además es miembro del Consejo Catalán de Especialidades Médicas. También ha sido  vicepresidente de la Comisión Nacional de Evaluación del Medicamento y presidente de la Sociedad Catalana de Medicina Interna (1992-1998) y de la Sociedad Española de Medicina Interna (2003-2003). Desde 1985 también es miembro de la Real Academia de Medicina de Cataluña y desde 2000 es editor de la revista Medicina Clínica.

## Reconocimientos
En 1978 recibió el premio Pere Farreras y Valentí otorgado por la Academia de Ciencias Médicas de Cataluña y Baleares. En 1996 recibió la Medalla Narciso Monturiol del mérito científico de la Generalidad de Cataluña por la contribución a la organización y difusión de la inmunología clínica y de la geriatría y las aportaciones a la investigación en el campo de las dolencias sistèmiques y autoimmunes. En este campo ha participado en el programa asistencial Programa Vida a los Años y en la creación de la asociación Ventijol para ayudar a familias de alcohólicos y drogadictos de Nou Barris y San Andrés de Palomar.
El 2010 fue nombrado presidente del Colegio de Médicos de Barcelona., del que ya era asesor desde el 1997. También fue nombrado presidente del Consejo Asesor del Gobierno de la Generalidad en materia sanitaria para informar sobre el control del gasto sanitario, para la cual ha elaborado el llamado Informe Vilardell. El abril de 2011 se opuso públicamente a los recortes en gasto sanitario aprobados por el gobierno catalán.
En 2015 le fue concedida la Cruz de Sant Jordi "en reconocimiento al conjunto de su trabajo al sector médico, tanto en el aspecto asistencial, como en el académico y corporativo".

## Polémicas
En diciembre de 2015 fue imputado, junto a otros 46 médicos, por presunto cobro de comisiones en el caso de las prótesis de la empresa Traiber de Reus. En abril de 2018 se archivó la causa al concluir el juez que la empresa Traiber tenía intención de contactar con el Dr. Vilardell como Presidente del Colegio de Médicos, para tal vez ofrecerle comisiones, pero este contacto no llegó a suceder.
directos. 